# ルーメン (小惑星)
ルーメン (141 Lumen) は、小惑星帯に位置する比較的大きくて暗い小惑星の一つ。発音によってはリューメンなどにも聞こえる。C型小惑星に分類される。エウノミア族に近い軌道を通るが、S型小惑星で構成されているエウノミア族には含まれない。
1875年1月13日にパリでフランスの天文学者アンリ兄弟により発見され、フランスの天文学者でSF作家でもあるカミーユ・フラマリオンの著書のタイトルから命名された。
2005年1月に本州のかなり広い範囲で掩蔽が観測された。